# Veselí (okres Pardubice)
Obec Veselí se nachází v okrese Pardubice, kraj Pardubický, asi 6 km od města Přelouč. Žije zde 396 obyvatel.

## Historie
První písemná zmínka o obci Veselí pochází z roku 1401.

### Exulanti
Stejně jako z mnoha obcí (Mokošín aj.) odcházeli v době pobělohorské do exilu i nekatolíci z Veselí. V dobách protireformace (doba temna) žili poddaní ve strachu z toho, že opustí-li víru svých předků, nebudou spaseni, ale budou-li se jí držet, ztratí děti, svobodu nebo svůj život. Z Veselí prokazatelně pocházel Martin Kopecký. Ten sepsal své vzpomínky, ze kterých pak čerpal Matěj Servus ve svém díle Historia. Vlastní vzpomínky se nedochovaly. Martin Kopecký je autorem básně Labutí zpěv, která byla zveřejněna i v německém překladu. Potomci exulantů žijí v Německu, Polsku, USA, Kanadě, Austrálii i jinde.